# توماس أوخيدا
توماس أوخيدا ألفاريز (بالإسبانية: Tomás Ojeda)‏ (20 أبريل 1910 – 20 فبراير 1983) لاعب كرة قدم تشيلي راحل كان يجيد اللعب في خط الهجوم .
لعب طوال مسيرته الرياضية في نادي بوكا جونيورز أنتوفاغاستا . شارك مع منتخب تشيلي في بطولة كأس العالم 1930 في الأوروغواي .

## وصلات خارجية
- توماس أوخيدا على موقع الاتحاد الدولي (مؤرشف)  (الإنجليزية)
- توماس أوخيدا على موقع قاعدة بيانات كرة القدم.إي يو (الإنجليزية)
- توماس أوخيدا على موقع ناشيونال فوتبول تيمز (الإنجليزية)
- توماس أوخيدا على موقع Soccerway.com (الإنجليزية)
- توماس أوخيدا على موقع عالم كرة القدم.نت (الإنجليزية)

- هذا السيرة الذاتية